# Капелла Карла Великого
Дворцовая (Палатинская) капелла в Ахене (нем. Pfalzkapelle) — единственное сохранившееся относительно неприкосновенным здание, входившее в комплекс знаменитого Ахенского дворца. Это уникальный памятник архитектуры времён Карла Великого, который заложил капеллу и здесь же и был захоронен в 814 году. На протяжении 600 лет в часовне проходила церемония коронации императоров Священной Римской империи. Капелла дала городу его французское название — Экс-ля-Шапель (объяснение названия см. в статье Ахен). Ныне входит в комплекс Ахенского собора (памятник Всемирного наследия).
Карл Великий начал строительство дворца в Ахене в 786 году. Дворцовая капелла была освящена папой Львом III во имя Девы Марии в 805 году. Капелла представляет собой уникальный памятник архитектуры, в котором совмещены традиции древнеримской, западноевропейской  романской архитектуры и строительный опыт  Византии. Известно,  что после коронации в Риме в 800 году Карл намеревался объединить Запад и Восток, заключив брак с византийской императрицей  Ириной. После неудачи этого проекта Карл в ходе войны  806—810 годов овладел Венецией и Далмацией. Архитектура Венеции формировалась под непосредственным влиянием византийской и сиро-арабской культур. Однако Королевскую капеллу строил  франкский зодчий Одо из Меца. Существует версия о его армянском происхождении. Во всяком случае, в  архитектуре этого мастера очевидны восточные черты.
В строительстве капеллы, вероятно, принимали участие как местные, франкские, так и византийские, малоазийские или венецианские мастера. Капелла представляет собой октогон — восьмигранное в плане сооружение, усложнённое пристройками с запада и востока. Снаружи здание, с учётом шестнадцати двухъярусных обходных галерей, имеет шестнадцатигранную форму. Это первая постройка такого рода севернее Альп, но подобные планировочные решения были хорошо известны в  Равенне и  в  Константинополе.
На высоте 31,7 м внутреннее пространство перекрывает сомкнутый восьмигранный свод диаметром 14,5 м . Наружный восьмигранный шатёр позднее был заменён рёберным  куполом. С запада к Капелле примыкал атриум  — внутренний двор, окружённый аркадой. Восточнее Капеллы находились королевские купальни.
Для отделки интерьеров дворца и Капеллы, по свидетельству хронографа Каролингской империи Эйнхарда, по приказу императора из Равенны и Рима доставили античные колонны — сполии, а также  мраморную облицовку. Храм был призван наглядно воплотить притязания Карла на преемственность по отношению к римским и равеннским императорам.  Примечательна и «полосатая кладка» арок из чередующихся светлых и тёмных камней. Полуциркульные арки типичны для романской архитектуры, золотой фон мозаик — для Византии, а полосатая кладка — характерная черта арабской архитектуры. Таков художественный образ палатинской капеллы. В центре из-под купола свисает огромный бронзовый хорос. Ажурные решётки галереи второго яруса, как предполагают, были сняты с другого известного сооружения — Мавзолея Теодориха в Равенне.
Архитектура Капеллы примечательна конструктивными достоинствами, что выдаёт почерк опытных мастеров. Когда в 1794 году французы, захватившие Ахен, бывший в то время вольным имперским городом, похитили и увезли в Париж мраморные колонны второго яруса, поддерживавшие посредством аркад несущие своды (на третьем ярусе двойные колонны имеют только декоративное значение), это не сказалось на прочности постройки. Галереи простояли и без колонн (в 1843 году за исключением семи их вернули на место).
Подкупольные фрески с течением времени были заменены мозаиками. В интерьере Капеллы сохранился алтарь (из позолоченного серебра 1020 года, созданный по образцу Пала д’Оро собора  Сан-Марко в Венеции и рака с мощами Карла Великого (1200—1215), украшенная эмалями и драгоценными камнями.
В центре октогона находится камень с надписью «Carolo Magno». Гробница Карла Великого в 1000 году была раскрыта  повелением императора Оттона III. По словам летописи, составленной в 1048 году, император был найден прекрасно сохранившимся, в белом императорском облачении, сидящим в кресле с короной на голове и скипетром в руках. В 1165 году при канонизации Карла Великого император Фридрих I Барбаросса велел снова раскрыть императорскую могилу. По всей вероятности, он велел перенести останки императора в  богато украшенный ковчег, из которого император Фридрих II в 1215 снова перенёс останки в другой драгоценный гроб художественной работы. В этом последнем гробу, стоявшем на алтаре хора, останки императора покоились до конца XVIII века, после чего были перенесены в сакристию. Найденные в гробнице знаки императорского достоинства перенесли в 1798 в Вену, в Сокровищницу Габсбургов. Белый мраморный трон, на котором будто бы император был найден сидящим, позже был обложен золотом и до 1531 года служил коронационным троном. Мраморный трон (без позолоты) сохранился до наших дней. Он очень прост и даже архаичен, по легенде  восходит к трону царя Соломона в Иерусалимском храме. Установлен на западной галерее второго яруса капеллы, напротив алтаря. Под троном имеется проход — пройти согнувшись под троном означало во времена Карла Великого дарование привилегии быть вассалом императора. После канонизации императора в 1165 году возник обычай: под троном проходили паломники. Многие ценнейшие произведения искусства из Королевской капеллы ныне хранятся в отдельном музее — Сокровищнице собора (Domschatzkammer).

## Галерея

План Дворцового комплекса в Ахене
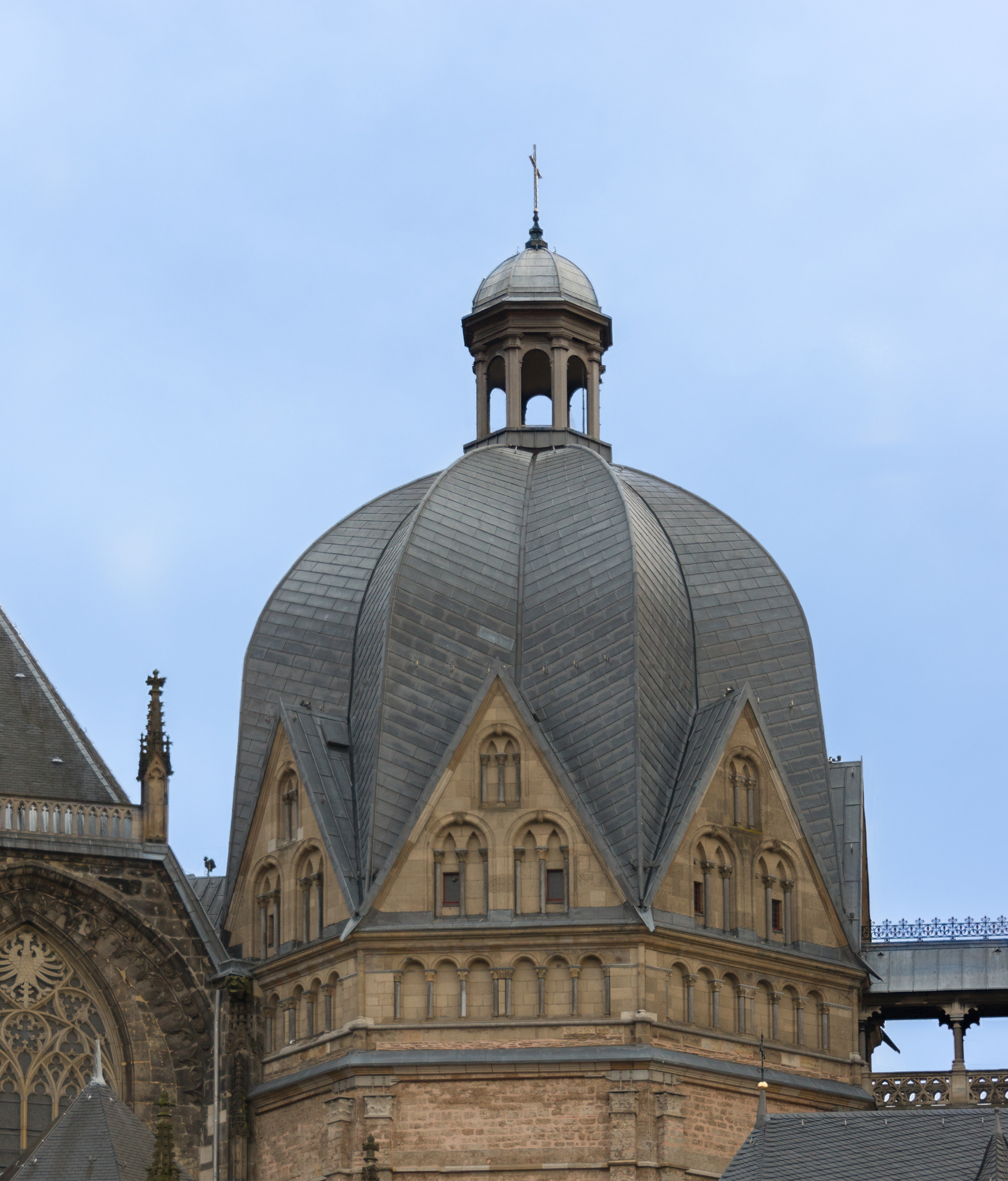
Октогональный рёберный купол Капеллы
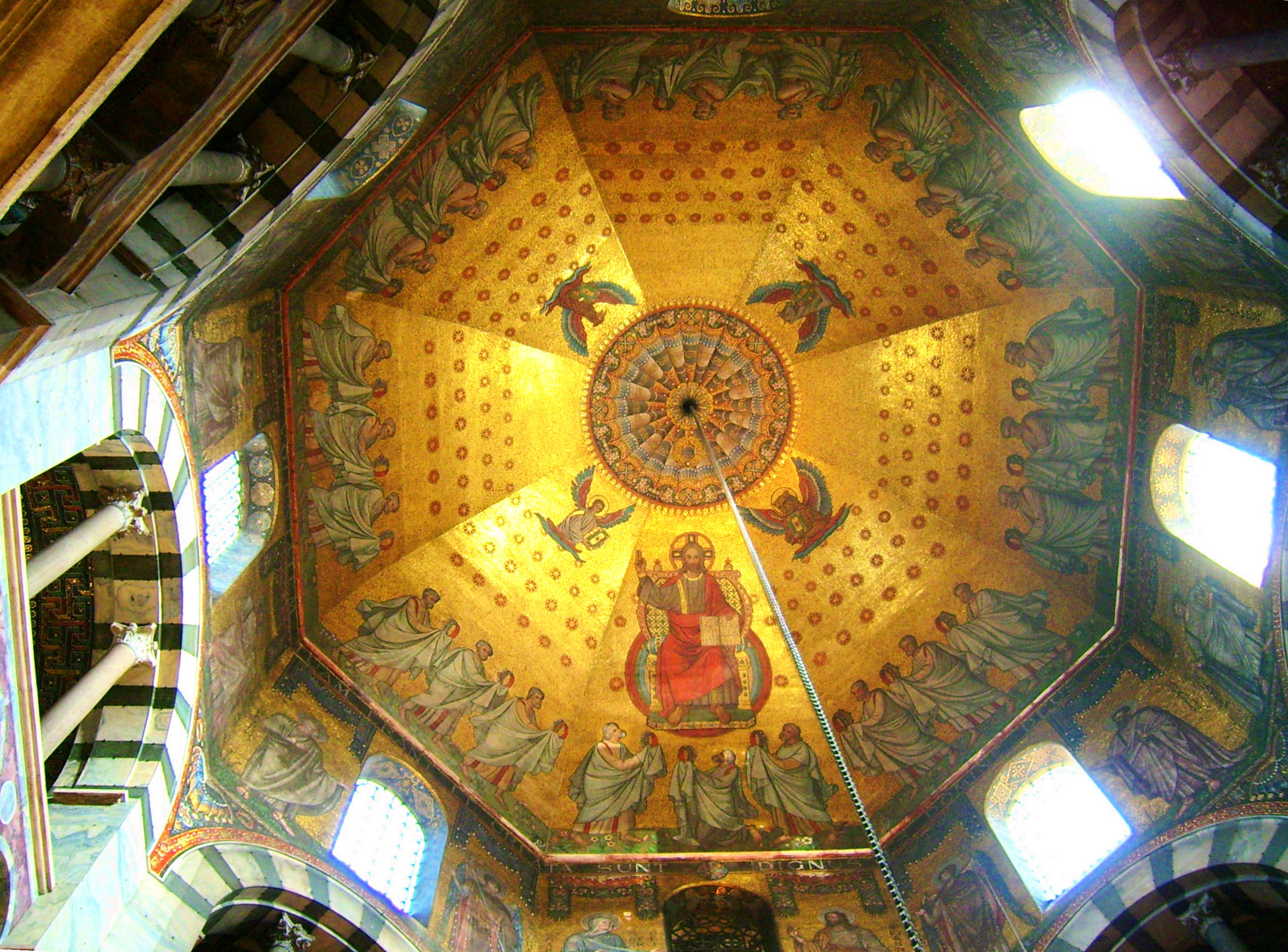
Подкупольный октогон
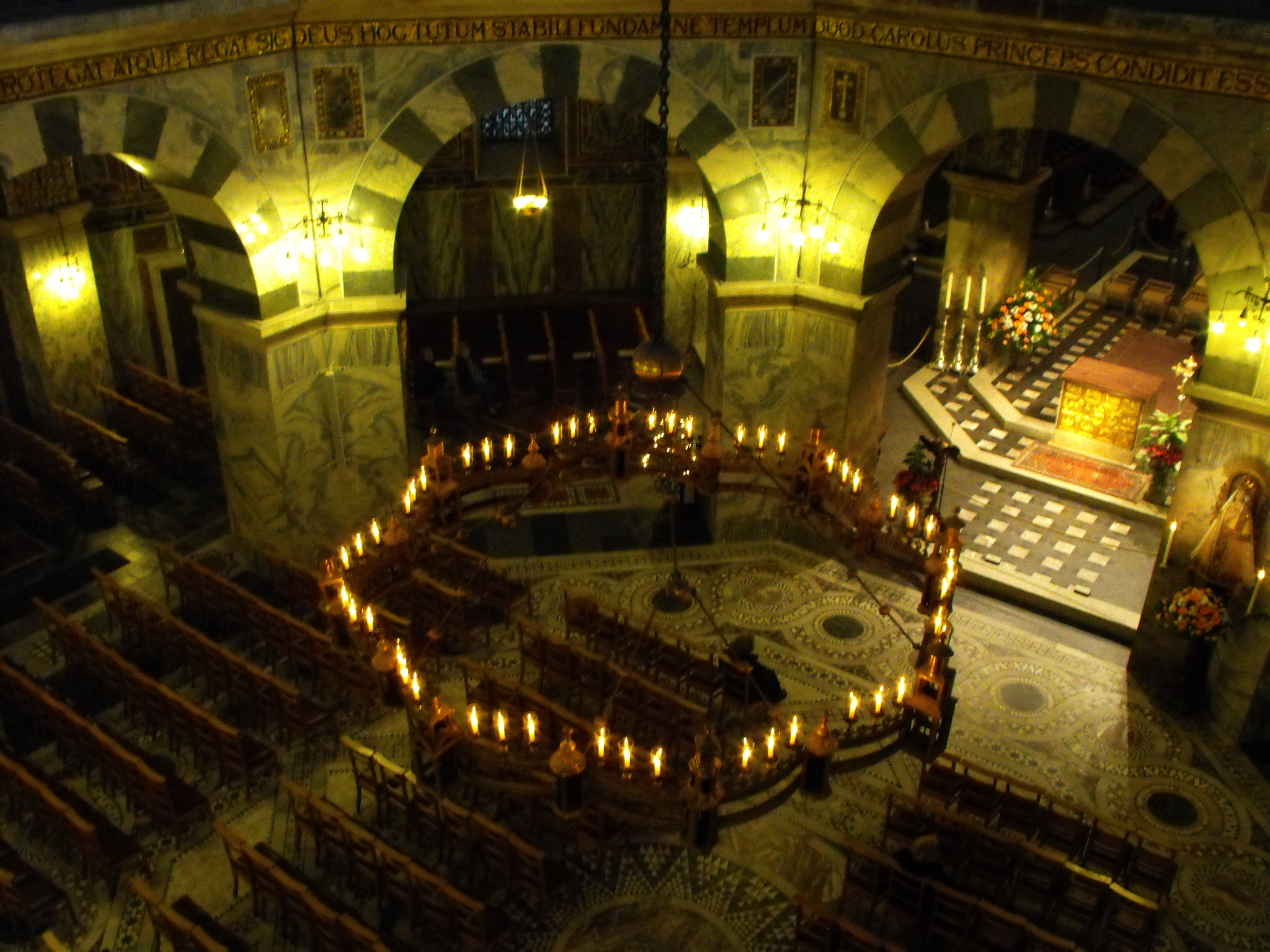
Вид с хор
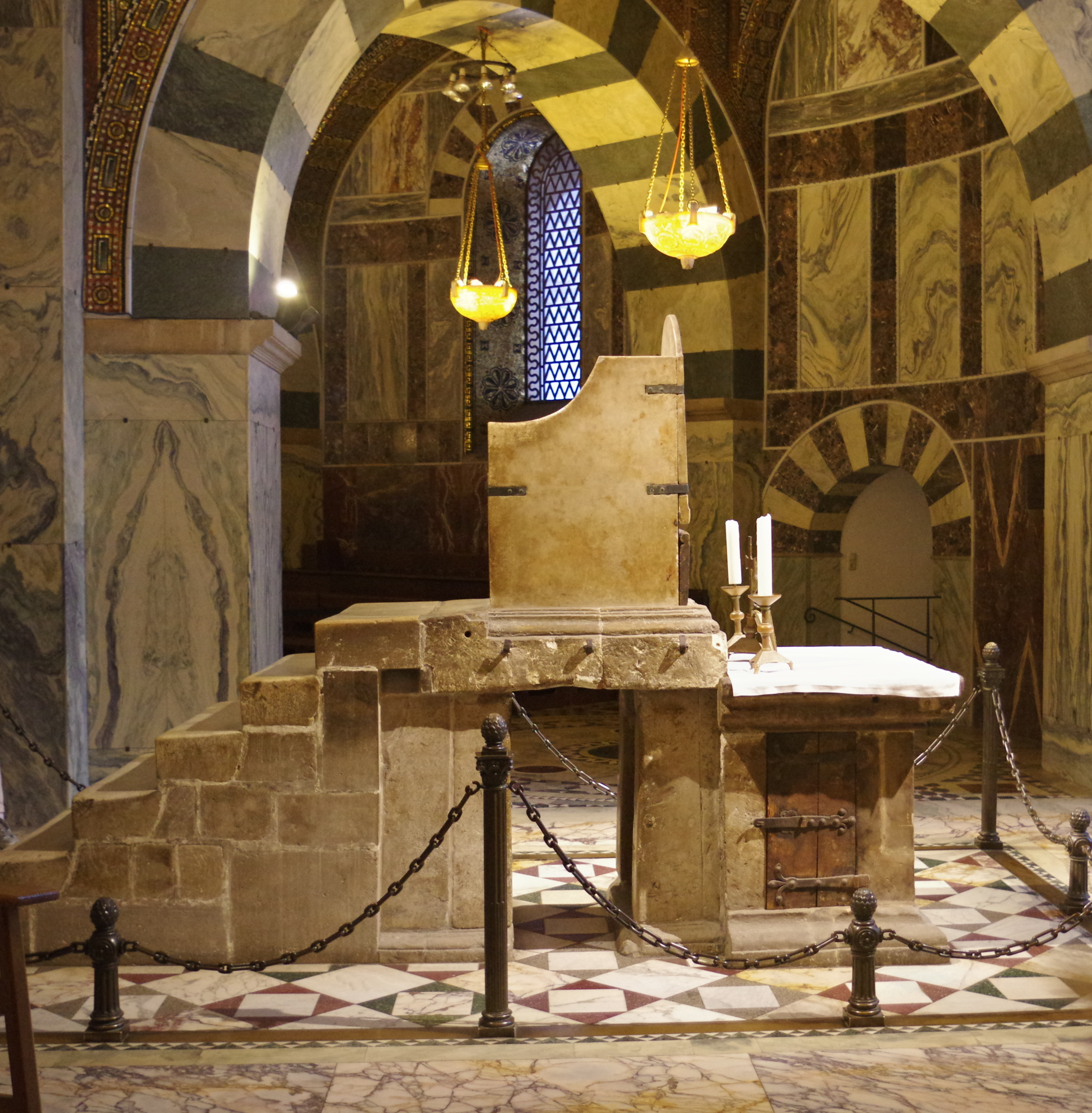
Трон Карла Великого
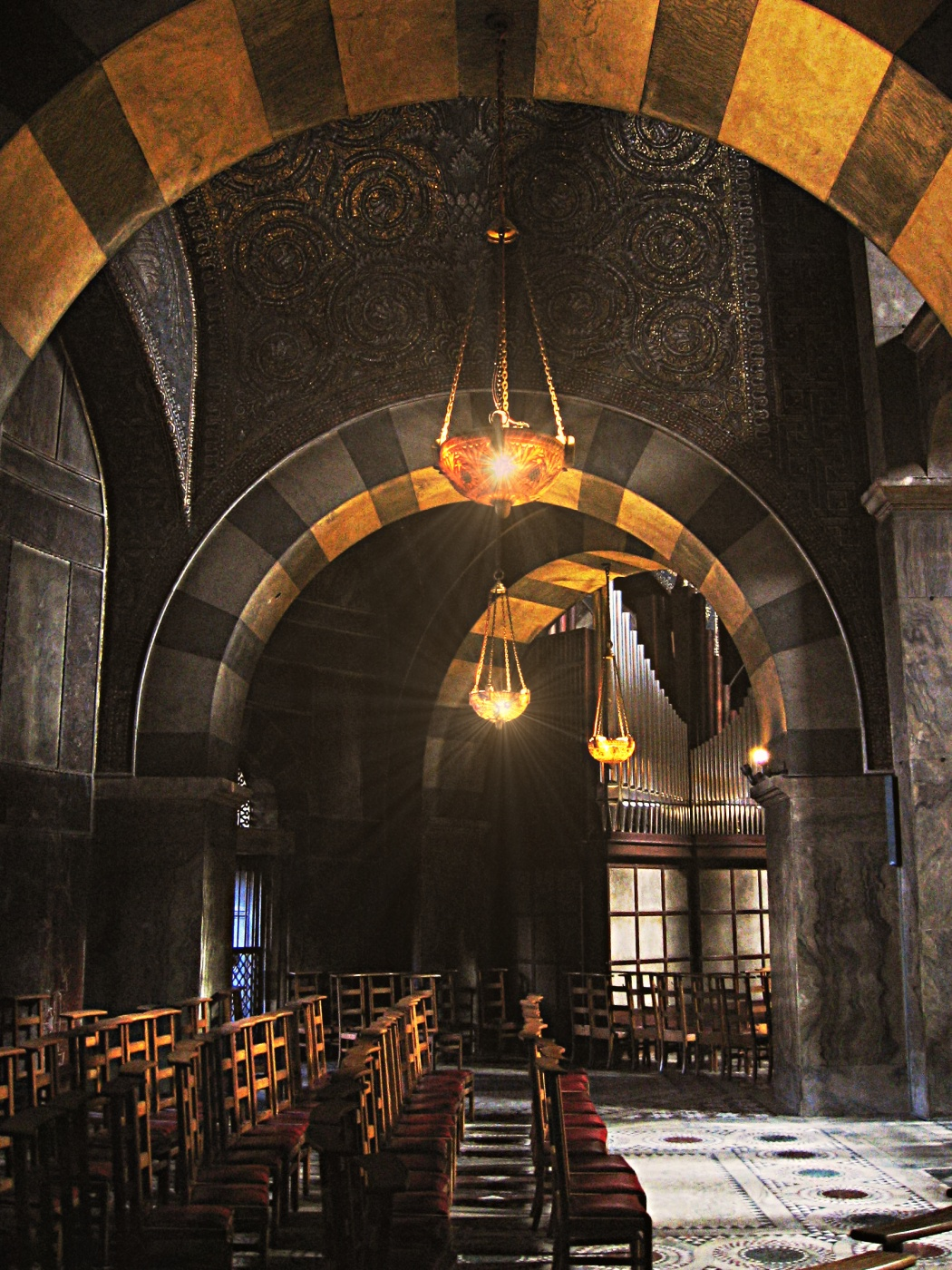
Интерьер капеллы